# The Slumber Party Massacre
The Slumber Party Massacre (bra: O Massacre) é um filme de terror do subgênero slasher estadunidense de 1982. O filme teve três sequências e outros filmes associados, a chamada Coleção Massacre — no total são 7 filmes até o presente momento. A obra tem muitas cenas de nudez e violência explícita. Foi feito no auge do subgênero slasher. Contou com um modesto orçamento estimado de apenas 250 mil dólares.
Originalmente o roteiro de Rita Mae Brown era uma paródia do subgênero slasher, mas os produtores resolveram levar mais a sério, pois na época a tendência dos slashers era abusar de violência gráfica, como The Burning, The Prowler, My Bloody Valentine e Sexta-feira 13 — parte II. Todos da mesma época, início dos anos 1980, de “O massacre”. O mercado para os slashers naquele período era de fato bem lucrativo, tanto que a série Friday the 13th é até hoje a mais lucrativa franquia de horror, cujo 1º capítulo ocorreu mais ou menos na mesma época do estouro dos filmes do gênero, no início da década de 1980.
A parte II, cujo maníaco utiliza uma guitarra como arma ao invés da furadeira, costumava ser exibida na antiga sessão matinê Cine Trash da Bandeirantes.
No Brasil, o filme está disponível apenas em VHS pela Mundial. Permanece inédito em DVD no Brasil — nos EUA uma versão em DVD foi lançada em 2002.

## História
Um grupo de estudantes colegiais de Venice, Califórnia vão dar uma festa de pijama (daí o título) no fim-de-semana. A festa será na casa de uma das garotas que os pais saíram para viajar. Porém, o rádio, tevê e jornais locais informam que Russ Thorn, um maníaco matador em série fugiu do hospício e circula pelas vizinhanças.
O lunático usa uma furadeira como arma suas vítimas — qualquer um que cruzar seu caminho. O filme começa com um garoto distribuindo jornais em sua bicicleta com a manchete alertando da fuga do psicopata do hospício.

## Elenco
- Michelle Michaels (Trish Devereaux)
- Robin Stille (Valerie ‘Val’  Bates)
- Michael Villella (Russ Thorn)
- Debra Deliso (Kimberly ‘Kim’ Clarke)
- Andree Honore (Jackie)
- Gina Mari (Diane — creditada como Gina Smika)
- Jennifer Meyers (Courtney Bates)
- Joseph Alan Johnson (Neil)
- David Millbern (Jeff)
- Jim Boyce (John Minor)
- Pamela Roylance (Treinadora Rachel Jana)
- Brinke Stevens (Linda)
- Rigg Kennedy (David Contant)
- Jean Vargas (Moça da companhia telefônica — Mary)
- Anna Patton	 (Mrs. Devereaux)

### Sequências
- Slumber Party Massacre II (1987)
- Slumber Party Massacre III (1990)